# Gåsgöl (Gärdserums socken, Småland, 645224-152360)
Gåsgöl är en sjö i Åtvidabergs kommun i Småland och ingår i Söderköpingsåns huvudavrinningsområde.